# Verlag für fremdsprachige Literatur (Pjöngjang)
Der Verlag für fremdsprachige Literatur in Pjöngjang veröffentlicht für das Ausland bestimmte Publikationen in mehreren Sprachen.

## Publikationen
Unter den Publikationen sind politische Literatur (v. a. Werke und Biografien von Kim Il Sung, Kim Jong Il und Kim Jong Un sowie Texte der Partei der Arbeit Koreas), Bücher und Broschüren über koreanische Kultur, Wirtschaft und Gesellschaft, Übersetzungen koreanischer Belletristik und Gesetzestexte. Derzeit wird in acht Sprachen publiziert: Englisch, Französisch, Spanisch, Deutsch, Russisch, Chinesisch, Japanisch und Arabisch.
Außerdem gibt der Verlag eine Wochenzeitung und vier Zeitschriften in mehreren Sprachen heraus:
- The Pyongyang Times (P’yŏngyang Taimsŭ) (auf Englisch, Französisch nur als Online-Ausgabe[1])
- Korea Today (Onŭnŭi Chosŏn) (auf Englisch, Russisch, Chinesisch, Französisch, Spanisch und Arabisch)
- Kymsugansan (Kŭmsugangsan) (auf Russisch und Koreanisch)
- The Democratic People’s Republic of Korea (Chosŏn) (auf Englisch, Russisch, Chinesisch, Französisch und Koreanisch)
- Foreign Trade (Chosŏnŭi muyŏk) (auf Englisch, Russisch, Chinesisch, Französisch, Spanisch und Japanisch)

Der Verlag wurde am 4. Dezember 1949 gegründet. Die älteste englischsprachige Publikation des Verlags in der Library of Congress stammt aus dem Jahr 1956. Broschüren in deutscher Sprache erscheinen seit 1969. Die ältesten deutschsprachigen Publikationen des Verlags im Katalog der Deutschen Nationalbibliothek stammen aus dem Jahr 1974.
Der Verlag verwendete für seine Publikationen jahrelang keine ISBNs, jedoch wird spätestens seit 2012 den Veröffentlichungen eine ISBN zugeordnet. Auch wurde seit 2008 entgegen der bisherigen Praxis damit begonnen, periodisch erscheinenden Publikationen eine ISSN zuzuordnen. Der Vertrieb ins Ausland erfolgt über die Korean Publications Exchange Association (KPEA) und die kommerzielle Korea Publications Export & Import Corporation (KPEIC), jeweils mit Sitz in Pjöngjang und z. T. über das Internet.
Der Engländer Michael Harrold veröffentlichte 2004 ein Buch über seine mehrjährige Tätigkeit als Übersetzer bzw. Korrektor bei dem Verlag ab 1987.